# Apollinarie Nyinawabéra
Apollinarie Nyinawabéra (sinh năm 1962) là một vận động viên chạy đường dài người Rwanda. Bà đã tham gia cuộc thi marathon nữ tại Thế vận hội Mùa hè 1988.